# Agelasta annamana
Agelasta annamana là một loài bọ cánh cứng trong họ Cerambycidae.